# David Stiven
David Stiven (* 1940 in England) ist ein australischer Filmeditor, der bei verschiedenen internationalen Kinoproduktionen für den Filmschnitt verantwortlich war, darunter Filme wie Mad Max II – Der Vollstrecker, Crocodile Dundee – Ein Krokodil zum Küssen, Crocodile Dundee II, Darkman oder Beinahe ein Engel.

## Leben und Karriere
Der 1940 in Großbritannien geborene David Stiven begann seine Laufbahn in Australien Mitte der 1960er Jahre, zuerst mit dem Schnitt von Kurzfilmen. Ab Mitte der 1970er Jahre arbeitete er überwiegend für Kinoproduktionen. Für den 1975 von Regisseur Tom Cowan inszenierten Film Promised Woman erhielt er ein Jahr später in der Kategorie Best Achievement in Editing eine AACTA-Award-Nominierung. Ende der 1970er Jahre arbeitete er als Editor für Regisseure wie Phillip Noyce, Christopher Fraser oder Michael Pate.
Zu Beginn der 1980er Jahre betreute er zunehmend kommerziell erfolgreichere Filme wie George Millers Mad Max II – Der Vollstrecker mit Mel Gibson oder Crocodile Dundee – Ein Krokodil zum Küssen von Regisseur Peter Faiman, die auch international für eine hohe Aufmerksamkeit sorgten. Für Regisseur und Produzent John Cornell arbeitete er als Editor danach auch an dessen Fortsetzung Crocodile Dundee II des Paul Hogan Blockbusters. 1990 war er nochmals für Cornells Komödie Beinahe ein Engel für den Schnitt zuständig. Für Sam Raimi lieferte er noch im selben Jahr den Schnitt für dessen Actionthriller Darkman mit Liam Neeson in der Hauptrolle. In den 1990er Jahren arbeitete er darüber hinaus für Filme wie Paul W. S. Andersons Kriminalfilm Shopping, für Nancy Mecklers Drama Sister My Sister oder für den Abenteuerfilm Theory of the Trojans von Johan Earl und Melanie Forchetti. 2006 war er noch für den Horrorfilm Safety in Numbers als Editor tätig.

## Auszeichnungen
- 1976: AACTA-Award-Nominierung in der Kategorie Best Achievement in Editing für Promised Woman
- 1982: AACTA Award in der Kategorie Best Achievement in Editing für Mad Max II – Der Vollstrecker zusammen mit Tim Wellburn, Michael Balson, Christopher Plowright, George Miller

## Filmografie (Auswahl)

### Kino
- 1975: Promised Woman
- 1976: God Knows Why, But It Works
- 1977: Summer City
- 1979: Tim – Kann das Liebe sein? (Tim)
- 1981: Mad Max II – Der Vollstrecker (Mad Max 2)
- 1982: Die grünen Teufel vom Mekong (Attack Force Z)
- 1982: Einsatzkommando Seewölfe (The Highest Honor)
- 1986: Crocodile Dundee – Ein Krokodil zum Küssen (Crocodile Dundee)
- 1988: Crocodile Dundee II (Crocodile' Dundee II)
- 1990: Darkman
- 1990: Beinahe ein Engel (Almost an Angel)
- 1994: Shopping
- 1994: Sister My Sister
- 1997: Under the Lighthouse Dancing
- 1999: Theory of the Trojans
- 2003: The Pact – Ein Pakt für den Tod (The Pact)
- 2003: Gefährliche Brandung 2 – Liquid Bridge (Liquid Bridge)
- 2006: Safety in Numbers

### Fernsehen
- 1984: Bodyline (Fernsehminiserie)
- 1987: The Facts of Life Down Under (Fernsehfilm)
- 1999: Höllenfahrten (Dokumentarfernsehserie, 1 Episode)
- 2001: The Finder (Fernsehfilm)

### Kurz- oder Dokumentarfilme
- 1966: 4 Eyes Fastest Gun (Kurzfilm)
- 1966: The Film (Kurzfilm)
- 1968: The Stringybark Massacre (Kurzfilm)
- 1973: One Hundred a Day (Kurzfilm)
- 1973: Castor and Pollux (Dokumentarkurzfilm)
- 1980: War Without Weapons (Kurzfilm)
- 1997: Chastity Truth and Kinopanorama (Dokumentarkurzfilm)
- 2006: Can I Call You (Kurzfilm)